# Dennis DJ
Dennis DJ, aussi stylisé DENNIS, de son vrai nom Dennison de Lima Gomes (né le 30 juillet 1980 à Duque de Caxias, État de Rio de Janeiro) est un producteur et disc jockey brésilien. Il se rend célèbre en produisant divers titres d'artistes funk carioca et funk melody. 

## Biographie
Au cours de sa carrière artistique, Dennis est le producteur responsable de succès funk carioca tels que Cerol na Mão, Um Tapinha Não Dói et Vai Lacraia, par MC Serginho e Lacraia,. En 2008, il acquiert une plus grande répercussion nationale lorsque Kelly Key publie un remix du titre Super Poderosa avec la participation de Dennis, qui devient l'un des titres les plus joués au Brésil cette année-là. En 2009, il produit le titre Mansão Thug Stronda, du groupe Bonde da Stronda,,. En 2012, il collabore sur l'un des principaux succès de l'été, Louquinha, du duo João Lucas e Marcelo. L'artiste sort déjà deux albums solo et un en partenariat avec DJ Marlboro (pt). Dennis sort bientôt un DVD intitulé Baile do Dennis, auquel participeront divers chanteurs tels que Buchecha, MC Koringa et Nego do Borel, qui sera diffusé sur la chaîne Multishow.
Dennis sort plusieurs singles en tant qu'auteur principal, dont Quando o DJ Mandar (avec MC Tarapi et MC Neblina), Lindona (avec MC Guimê, MC Bola et MC Nego Blue) , Bota um Funk pra Tocar (avec MC Nego do Borel & MC Marcelly), Diva  (avec MC Marcinho et MC K9), Acelerada (avec MC Smith et MC Maneirinho), A Noite Inteira (avec Naldo Benny et MC Koringa), Eu Sou Feliz (avec Cidinho e Doca) et Perigosa (avec MC Livinho). Dans d'autres styles musicaux, Dennis a également travaillé avec le groupe Monobloco sur le morceau Carol et avec le chanteur de country Lucas Lucco sur le morceau Se Produz.
Le 20 juin 2016, Dennis sort le morceau Malandramente, avec la participation des chanteurs MC Nandinho et MC Nego Bam, qui devient le neuvième clip le plus regardé de l'année dans le pays, et le troisième clip funk le plus regardé, derrière Bumbum Granada, de MC Zaac et Jerry Smith, et Cheia de Marra, de MC Livinho. Après sa sortie, le morceau devient un mème Internet, avec plusieurs parodies, dont une dans laquelle une partie du concert du chanteur Jon Bon Jovi est interprétée avec des extraits du morceau. Le morceau est critiqué par le magazine Istoé pour le contenu prétendument vulgaire présenté dans les paroles. Le succès du morceau conduit les trois artistes à devenir les plus recherchés dans la recherche Google au Brésil en 2016. En 2017, ils lancent un partenariat avec le duo country Henrique e Diego dans le single Malbec. 

## Discographie

### Albums studio
- 1997 : Furacão 2000 The Best 1
- 1998 : Furacão 2000 The Best 2
- 1998 : Furacão 2000 Pior que o bicho papão
- 1999 : Furacão 2000 Gigante
- 1999 : Furacão 2000 Tornado 1
- 2000 : Furacão 2000 Tornado 2
- 2001 : Furacão 2000 Mania
- 2001 : Furacão 2000 Techno Funk 1
- 2001 : Furacão 2000 Techno Funk 2
- 2002 : Furacão 2000 Tornado 3
- 2003 : Furacão 2000 Twister
- 2003 : Furacão 2000 Twister 2
- 2004 : Dennis DJ Funk Made in Brazil
- 2005 : Dennis DJ Apresenta Funkadão
- 2006 : Som do Galerão By Dennis DJ
- 2007 : Som do Galerão[11]
- 2009 : Som do Galerão Funkirado (2009)[11]
- 2010 : Big Galerão (avec DJ Marlboro (pt))
- 2014 : Pancadão das Marchinhas
- 2016 : Na Farra[12]
- 2017 : Professor da Malandragem
- 2018 : Carnaval Embrazado
- 2018 : Dennis DJ e MC G15 - Só você
- 2018 : Dennis DJ e Kevinho - Agora é tudo meu
- 2019 : Dennis DJ e Vitin - Sou teu fã
- 2019 : Dennis DJ e Cantini - Isso que é vida
- 2021 : Dennis DJ, Ludmilla e Xamã - Deixa de Onda

### Albums live
- 2009 : DVD Dennis DJ Elementos do Funk
- 2015 : DVD Baile do Dennis Ao Vivo[13]

### Singles notables
- Super Poderosa (avec Kelly Key)
- Quando o DJ Mandar (avec MC Neblina et MC Tarapi)